# Immunity (rivista)
Immunity è una rivista medica mensile di immunologia sottoposta a revisione paritaria e pubblicata dalla Cell Press.

## Storia
Il primo numero della rivista è stato pubblicato nell'aprile 1994. A partire dal 2023,  è curata da Peter T. Lee.
Secondo Web of Science, la rivista ha ricevuto per il 2024 un fattore di impatto pari a 25.5, posizionandosi nel primo quartile della categoria "Immunologia".
Immunity è pubblicata in modalità di open access ibrido, con una finestra editoriale di 12 mesi.

## Indicizzazione
Gli abstract e gli articoli della rivista sono indicizzati da:
- Academic OneFile[4]
- Academic Search[5]
- Biological Abstracts[4]
- BIOSIS Previews[6]
- CAB Abstracts[4]
- Chemical Abstracts[7]
- Current Contents - Life Sciences[6]
- Elsevier BIOBASE[4]
- Embase[4]
- Global Health[4]
- Index Medicus/MEDLINE/PubMed[8]
- Science Citation Index Expanded[6]
- Scopus[4]
- Tropical Diseases Bulletin[4]